# Аллан Гарсія
Аллан Гарсія (англ. Allan Ernest Garcia, 11 березня 1887, Сан-Франциско, Каліфорнія — 4 вересня 1938, Лос-Анджелес, Каліфорнія) — американський актор епохи німого кіно.
У період з 1911 по 1938 рік знявся більш ніж в 120 фільмах. Найбільш відомий своїми ролями у фільмах Чарлі Чапліна «Золота лихоманка» (1925), «Цирк» (1928), «Вогні великого міста» (1931) і «Нові часи» (1936). Також працював як прокатний продюсер Чарлі Чапліна.

## Вибрана фільмографія
- 1921 — Нетрудящий клас — поліцейський в парку / гість
- 1922 — День отримання зарплати — поліцейський / товариш по чарці
- 1925 — Золота лихоманка
- 1928 — Цирк — власник цирку
- 1931 — Вогні великого міста — дворецький
- 1936 — Нові часи — президент корпорації «Електро Стіл»